# Pseudoblothrus vulcanus
Espèce
Pseudoblothrus vulcanus est une espèce de pseudoscorpions de la famille des Syarinidae.

## Distribution
Cette espèce est endémique des Açores au Portugal. Elle se rencontre sur Terceira dans la grotte Gruta das Agulhas.

## Publication originale
- Mahnert, 1990 : Deux nouvelles especes du genre Pseudoblothrus Beier, 1931 (Pseudoscorpiones, Syarinidae) des Acores (Portugal). Vieraea, vol. 18, p. 167-170.